# Rubén Torrecilla
Rubén Torrecilla González (Jarandilla de la Vera, 24 maggio 1979) è un allenatore di calcio ed ex calciatore spagnolo, di ruolo centrocampista, tecnico dell'Hércules.

## Carriera

### Allenatore
Dopo aver allenato nel settore giovanile del Granada dal 2017, il 15 febbraio 2021 viene promosso sulla panchina della seconda squadra del club andaluso. Il 6 marzo 2022 diventa tecnico ad interim della prima squadra dei biancorossi, lasciando l'incarico il 18 aprile, sostituito da Aitor Karanka.
Dopo aver rescisso il contratto che lo legava agli andalusi, il 15 luglio seguente diventa il nuovo allenatore del Castellón.

## Palmarès

### Allenatore

#### Competizioni nazionali
- Segunda Federación: 1

Hérculés: 2023-2024 (gruppo 3)